# Wellhope Burn
Der Wellhope Burn ist ein 4 km langer Wasserlauf in Northumberland, England. Er entsteht östlich des High Raise und fließt in nördlicher Richtung bis zu seiner Mündung rechtsseitig in den Mohope Burn.